# スウェーデン領黄金海岸

スウェーデン領黄金海岸
Svenska Guldkusten (スウェーデン語)

黄金海岸の古地図。多数の砦が沿岸部に存在している。クリスチャンズボルグ砦（黄金海岸と奴隷海岸の境界付近に位置する）はデンマーク領として書かれている

スウェーデン領黄金海岸（スウェーデンりょうおうごんかいがん、スウェーデン語: Svenska Guldkusten）またはカボ・コルソ（Cabo Corso。ポルトガル語で「コルソ岬」の意）は、1650年にヘンドリク・カーロフによって西アフリカのギニア湾の黄金海岸（現在のガーナ）に設立されたスウェーデンの植民地である。1663年4月にオランダに占領されるまでの13年間続いた。

## 背景
1480年代の到達以降、ポルトガル人は黄金海岸に交易拠点を建設し、砦を置いて守っていた。他のヨーロッパの海運国もこの地域に目を向けて交易を開始していった。1642年、オランダ・ポルトガル戦争のためにポルトガルはこの地域の支配権を失った。オランダは植民地を征服し、多くの資産を引き継いだ。1650年代半ばまでに、すべての主要なヨーロッパの海運国は黄金海岸一帯に交易拠点を置いていた。スウェーデンでも1649年にスウェーデンのアフリカ会社が設立された。同社は、カナリア諸島より南の地域での交易に関する独占権を与えられていた。

## 地理

### 名称について
スウェーデン人は当時取得したこの植民地をポルトガル人の命名した地名、「カボ・コルソ」と呼び続けた。現在知られている「スウェーデン領黄金海岸（Svenska guldkusten）」という言葉は後代になっての物である。いずれにせよカボ・コルソが歴史家や百科事典で使われる用語である。

### 植民地
植民地は、ギニア湾海岸沿いのカボ・コルソ（現在のケープ・コースト）の周りに点在するいくつかの砦と交易所（商館）で構成されていた。これらの施設は、最初にポルトガル人が築いた物もあればオランダ人が築いた物もあり、スウェーデン人自身が築いた物もあった。
また、植民地はオランダ領になった後で、さらにイギリス領黄金海岸となった（植民地の東部はフランス領トーゴランド（現在のトーゴ）になった）ので、その時に放棄されたり逆に大規模に拡張されたり、改名されたりしたものもある。
ともかく、スウェーデンが保持していた主な施設は以下の2つの商館と6つの砦である。
- アカラ商館、カールスボルグ砦の東にあった
- カールスボルグ砦（カールスボルグとケープ・コースト城）、現在のセントラル州ケープ・コースト、1650年4月22日-1658年1月/ 2月、1660年12月10日-1663年4月22日
- ウィリアム砦（またはアンナマボ）、現在のアノマブ（セントラル州）、1650年 – 1657年
- バテンステイン砦 （またはBatensteyn）、現在のButri（ウェスタン州セコンディ・タコラディの付近）1650年 - 1656年
- クリスチャンズボルグ砦（オス城）、現在のガーナ、アクラのオス地区、植民地の首府、1652年 – 1658年
- ウィッセン砦（またはTaccorari）、現在の（ウェスタン州セコンディ・タコラディ）、1653年 - 1658年
- アポロニア砦、現在のベイン（ウェスタン州）1655年 – 1657年
- ジェモリー商館、カールスボルグ砦の東にあった

## 植民地時代の長
3人のスウェーデンの植民地の長はそれぞれ異なる肩書だった。
- 監督(direktör)：ヘンドリック・カーロフ、1650年4月22日-1656年
- 知事(guvernör)：ヨハン・フィリップ・フォン・クルーゼンシュテルン（Philipp Crusiusの息子）、1656年 – 1658年2月、1659年 – 1660年
- 司令官(befälhavare)：Tönnies Voss、1663年4月16日〜22日

## 歴史
ルイス・デ・ギアによるスウェーデン・アフリカ会社（1649年）の設立に続いて、ヘンドリク・カーロフの指揮下にある遠征隊が1650年にアフリカに派遣された。カーロフは、、アカン人のフツ王（フェタとも）と条約を結んで土地を取得した。1650年4月22日、スウェーデン領黄金海岸が設立され、カーロフが最初の管理者になった。1652年にカールスボルグ砦の基礎が築かれた。
1656年にヨハン・フィリップ・フォン・クルーゼンシュテルン（アーダム・ヨハン・フォン・クルーゼンシュテルンの曽祖父の兄弟）が新しい知事に任命された。これはカーロフを激怒させた。彼はカボ・コルソを離れると、1658年1月27日にデンマークの私掠船「グリュックシュタット」に乗って戻ってきた。カールスボルグ砦は占領され、デンマーク領黄金海岸の一部になった。 
スウェーデンのカール10世王は、これをデンマークに対する開戦理由の1つにした。1660年のコペンハーゲン条約後、カボコルソ城はスウェーデン政府に返還された。しかし、その後、カーロフの仲間であるサミュエル・シュミット（またはスミス）が1659年4月にすでに植民地をオランダ西インド会社に売却していたことが明らかになった。彼は金を持ってアンゴラに逃亡した。
その後、地元住民は新しい主人に対して反乱を起こし、1660年12月にアカン人の一集団であるエフツ人の王が再びスウェーデンにこの地域の支配権を提供した。新しい遠征隊が植民地に送られ、植民地は短期間だけスウェーデンの管理下に置かれた。フォン・クルーゼンシュテルンが知事に再任された。1663年4月20日、カールスボルグ砦と首都のクリスチャンスボルグ砦は、スウェーデンの司令官アントンヴォスの下での長い防衛の後、オランダに占領された。1664年5月9日、オランダに占領されたこの地域は再度占領された。今回は、イングランドのロバート・ホームズによるものだった。